# 加洛什福
加洛什福，是匈牙利绍莫吉州所辖的一个村。总面积19.76平方公里，总人口303，人口密度15.3人/平方公里（2011年1月1日）。